# Harry Zörnack
Harry Zörnack est un ancien handballeur est-allemand, né le 8 mars 1939 à Dantzig.

## Parcours
Zörnack joue pour le BSG Wismut Aue et le SC Leipzig.
Il participe avec la sélection d'Allemagne de l'Est aux championnats du monde 1964, 1967 et 1970 ; son équipe est vice-championne du monde en 1970. Aux Jeux olympiques d'été de 1972 à Munich, il joue six matches avec l'équipe d'Allemagne de l'Est, qui arrive en 4e position.
En parallèle de sa carrière de joueur, Zörnack est entraîneur. À partir de 1967, il entraîne les juniors du Wismut Aue.